# 德拉戈皮普尔
德拉戈皮普尔（Dera Gopipur），是印度喜马偕尔邦Kangra县的一个城镇。总人口4336（2001年）。

## 人口
该地2001年总人口4336人，其中男性2250人，女性2086人；0—6岁人口460人，其中男240人，女220人；识字率79.11%，其中男性为82.22%，女性为75.74%。